# Attivatore tissutale del plasminogeno
L'attivatore tissutale del plasminogeno (tPA) è una molecola coinvolta nel processo di fibrinolisi. La sua funzione è quella di attivare il plasminogeno in plasmina, una serin proteasi che appartiene alla classe delle idrolasi e degrada molte proteine del plasma sanguigno, in particolare la fibrina dei trombi, con preferenza per la lisina e l'arginina. È più specifica della tripsina.
Il ruolo principale è per l'appunto questo: di agire per determinare lisi del trombo che si è formato durante il processo di coagulazione. L'importanza di questo fattore è anche nel ruolo terapeutico che hanno i farmaci che ne simulano l'azione: i trombolitici. Questi ultimi sono fondamentali in patologie come l'infarto miocardico acuto e l'ictus ischemico, malattie determinate da trombi che ostruiscono la circolazione.